# Śmiechowo Północ

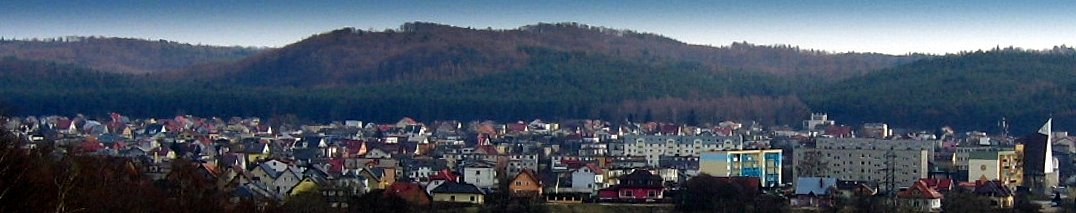
Panorama osiedla Śmiechowo Północ

Śmiechowo Północ - północna część dzielnicy Śmiechowo w Wejherowie.

## Stan prawny

### Powstanie Osiedla Śmiechowo Północ
Oficjalnie osiedle powstało 28 marca 1996 roku na mocy Uchwały Nr IIk/XV/195/96 Rady Miasta Wejherowa z dnia 28 marca 1996 roku o utworzeniu Osiedla „Śmiechowo Północ I”.
Zmiana nazwy osiedla na Śmiechowo Północ nastąpiło na mocy Uchwały Nr IVk/XL/478/2006 Rady Miasta Wejherowa z dnia 27 czerwca 2006 r. o zmianie uchwały Nr IIk/XV/195/96 Rady Miasta Wejherowa z dnia 28 marca 1996 roku o utworzeniu Osiedla "Śmiechowo Północ I''.

### Wybory do Rady Osiedla Śmiechowo Północ w 2019 roku
W wyborach do Rady Osiedla z dnia 17.02.2019 spośród 6297 (100%) wyborców uprawnionych do głosowania swój głos oddało zaledwie 408 (6,48%) osób.
W związku ze zbyt niską frekwencją (próg stanowi minimum 10% wyborców uprawnionych do głosowania, to jest 630 osób) Rady Osiedla Śmiechowo Północ nie utworzono.

### Spis ulic
Zgodnie z najnowszym aktem prawnym dotyczącego Osiedla Śmiechowo Północ, to jest Uchwałą Nr VIIk/XIV/162/2015 Rady Miasta Wejherowa z dnia 17 listopada 2015 r. o zmianie uchwały Nr IIk/XV/195/96 Rady Miasta Wejherowa z dnia 28 marca 1996 roku o utworzeniu Osiedla „Śmiechowo Północ I”, w jej granicach znajdują się następujące ulice:
1. Asnyka,
2. Baczyńskiego
3. Bema
4. Bolduana
5. Brzechwy
6. Ceynowy
7. Czarnieckiego
8. Czeladnicza
9. Chmielewskiego
10. Dzięcielskiego
11. Drzeżdżona
12. Fenikowskiego
13. Gdańska
14. Grottgera
15. Gryfa Pomorskiego
16. Hufca Harcerzy Gdyńskich
17. I Morskiego Pułku Strzelców
18. Jaśminowa
19. Konopnickiej
20. Leśmiana
21. Maszopów
22. Mestwina
23. Mokwy
24. Morska
25. Necla
26. Norwida
27. Obrońców Kępy Oksywskiej
28. Obrońców Poczty Gdańskiej
29. Ogrodowa
30. Orzeszkowej
31. Patoka
32. Pokoju
33. Reja
34. Rybacka
35. Rzemieślnicza
36. ks. P.Skargi
37. Staffa
38. Stefczyka
39. Szczukowskiej
40. Szyprów
41. Świętopełka
42. Trepczyka
43. Tuwima
44. Waśkowskiego

## Podział na osiedla
- Osiedle Franciszka Fenikowskiego
- Osiedle Kazimierza Dzięcielskiego
- Osiedle Gryfa
- Oaza Gryfa

## Edukacja
Na osiedlu znajdują się następujące placówki oświatowe:

#### Parafia Najświętszej Maryi Panny Królowej Polski

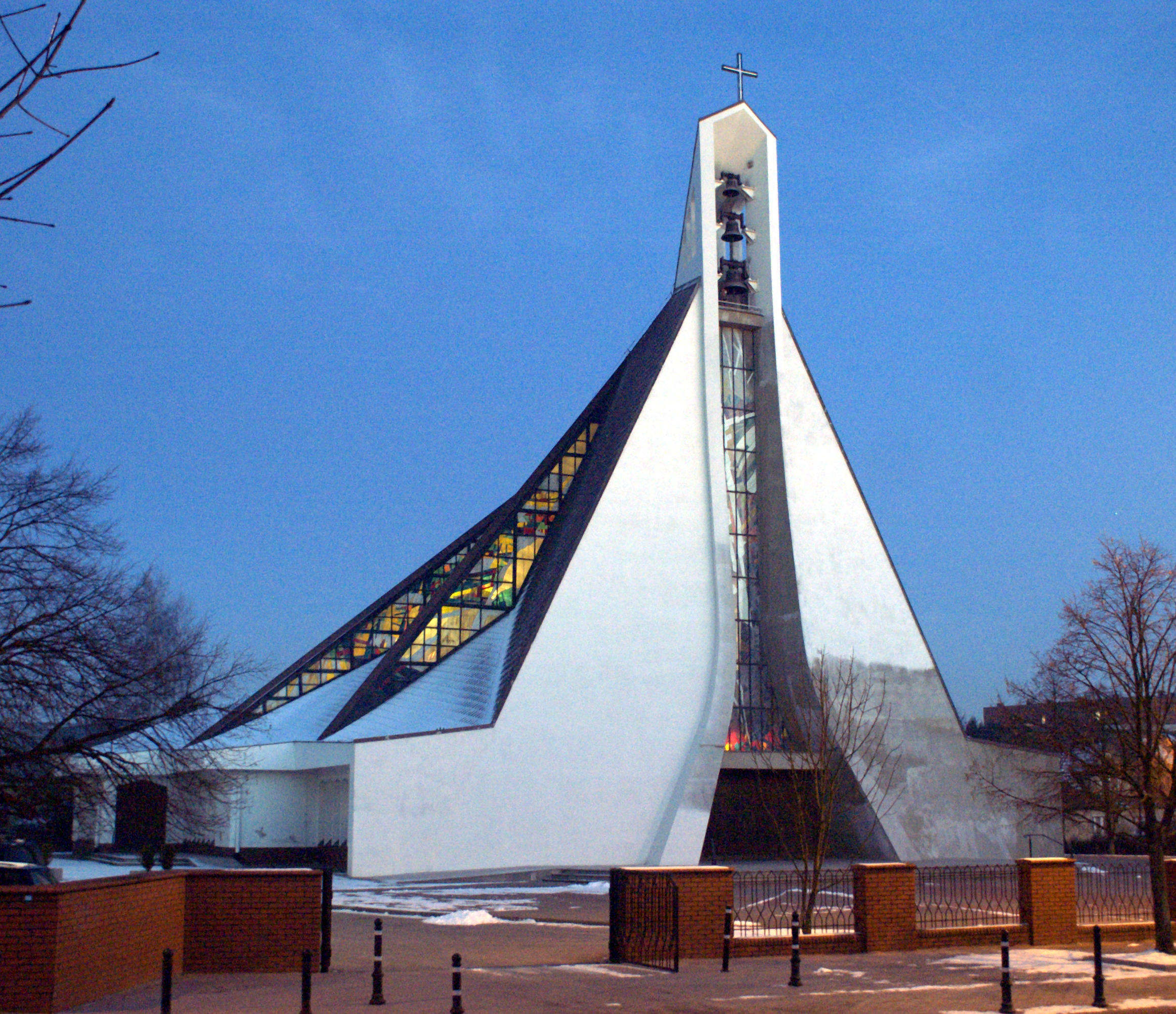
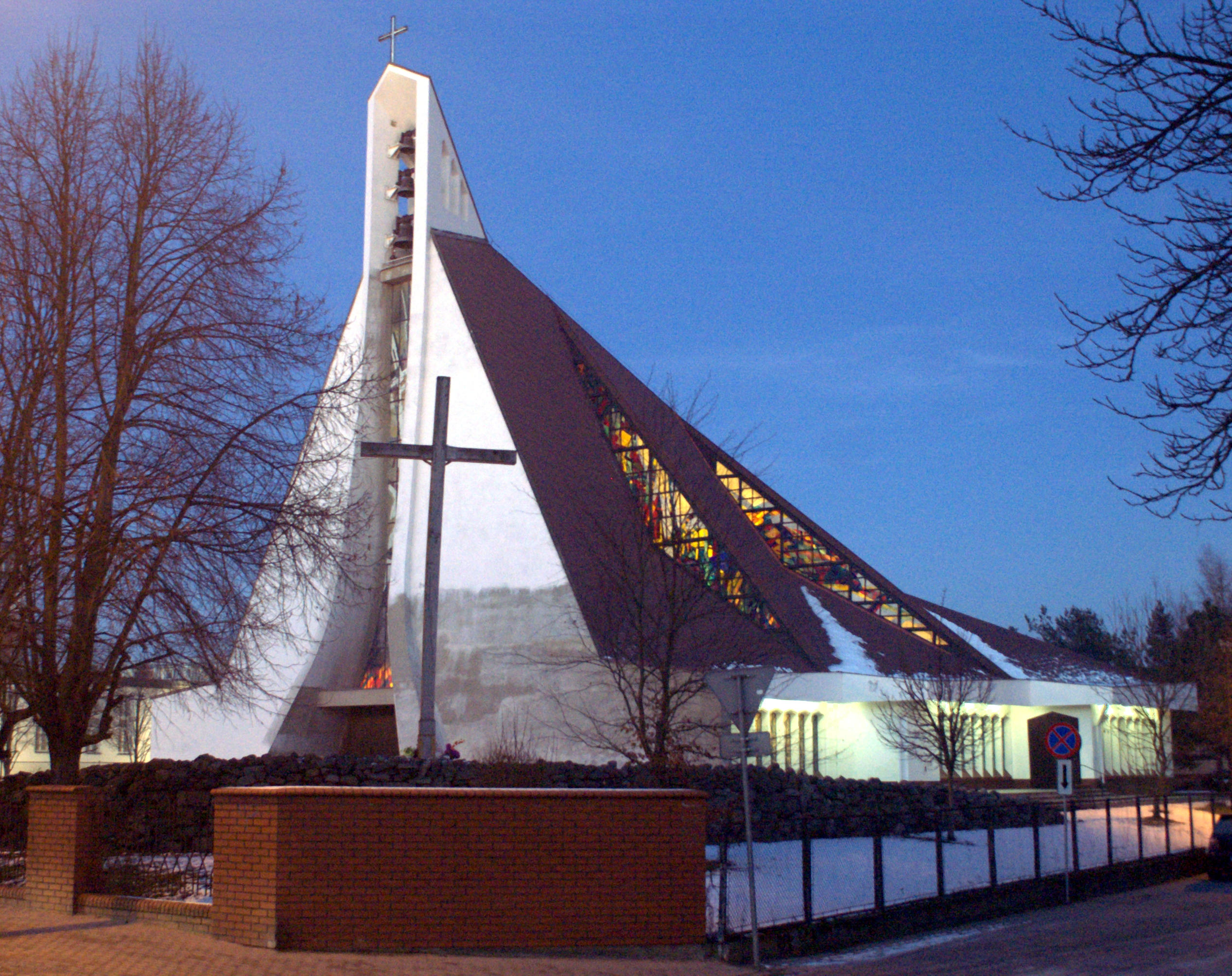
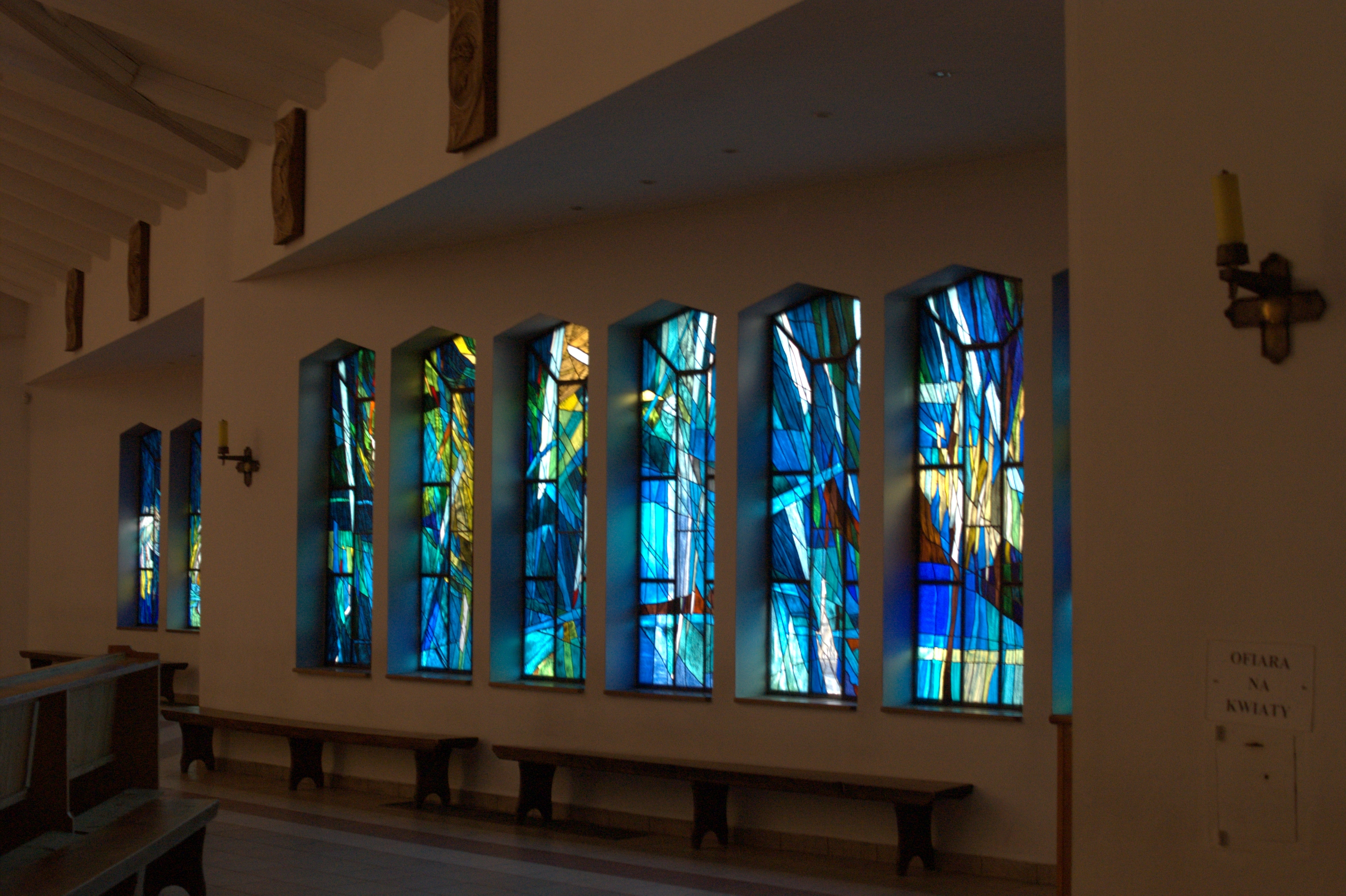
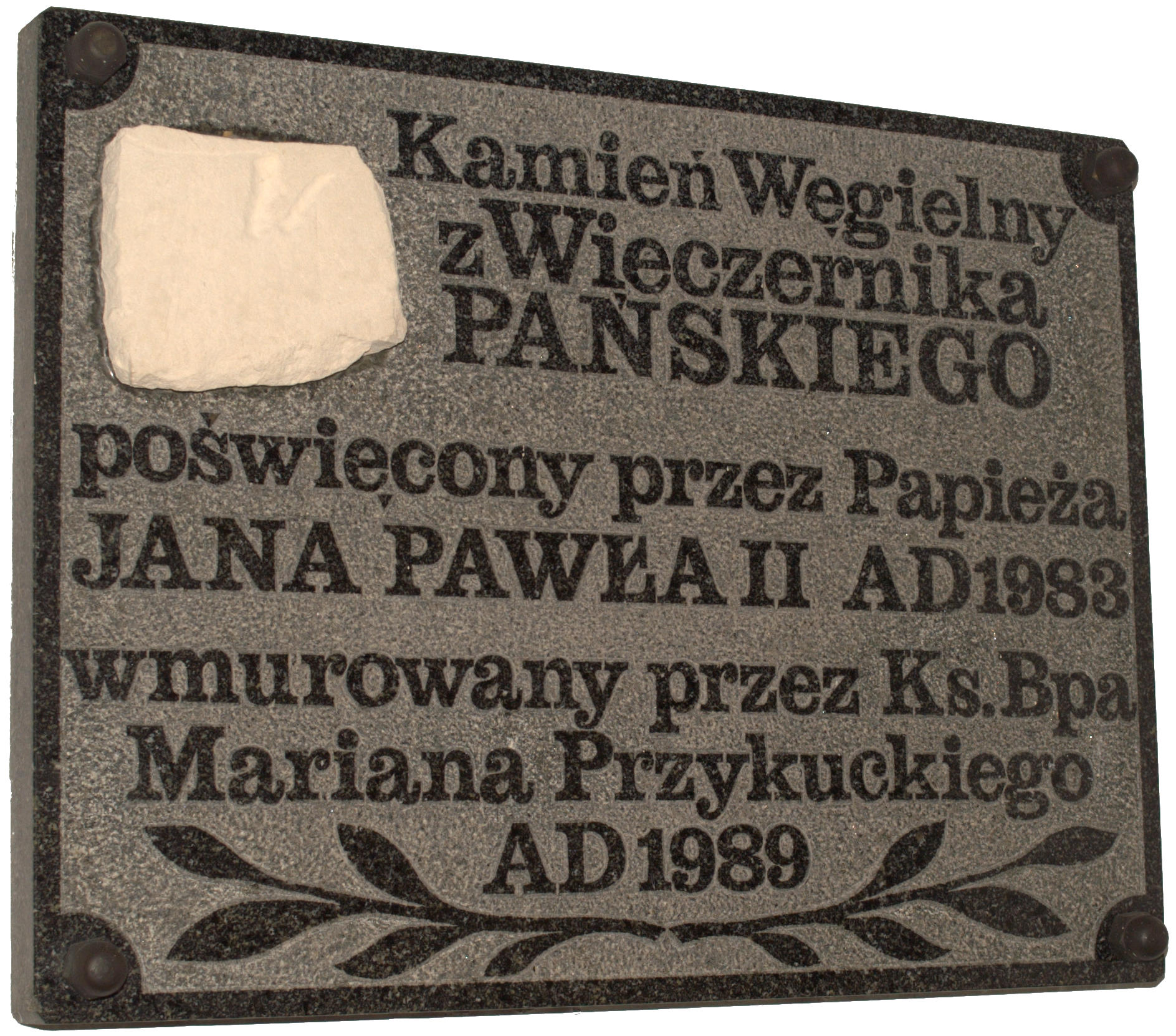
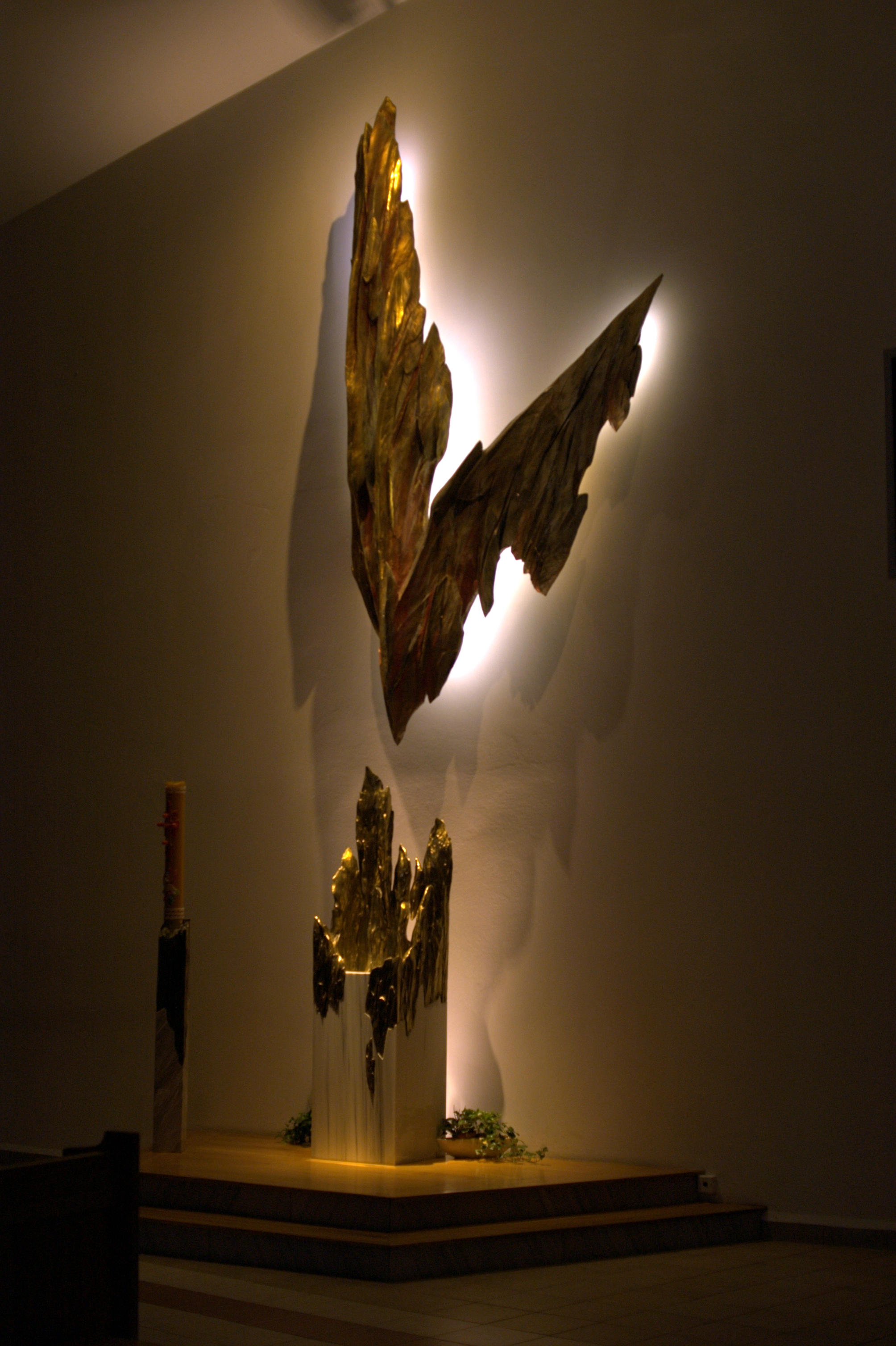
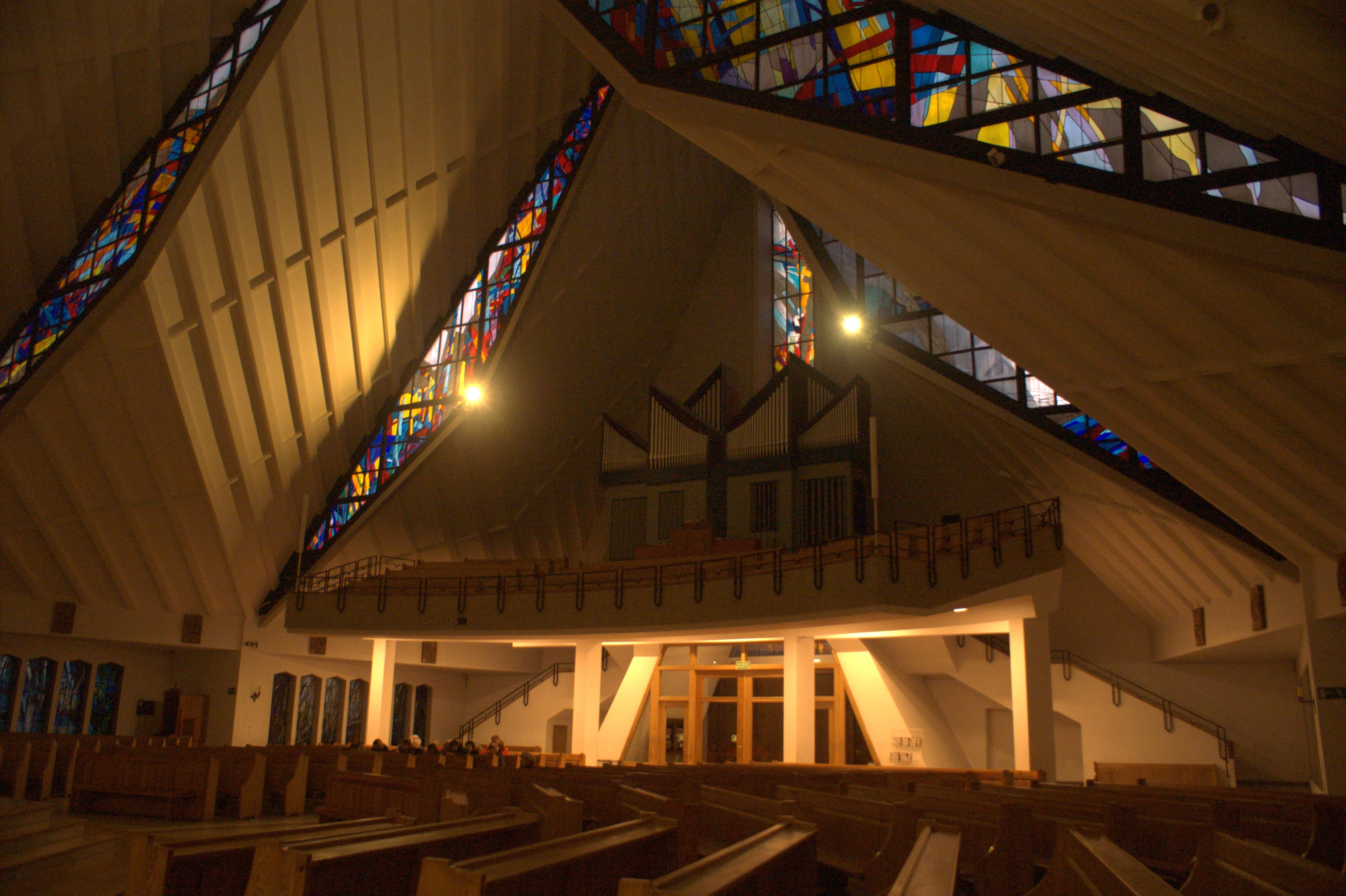
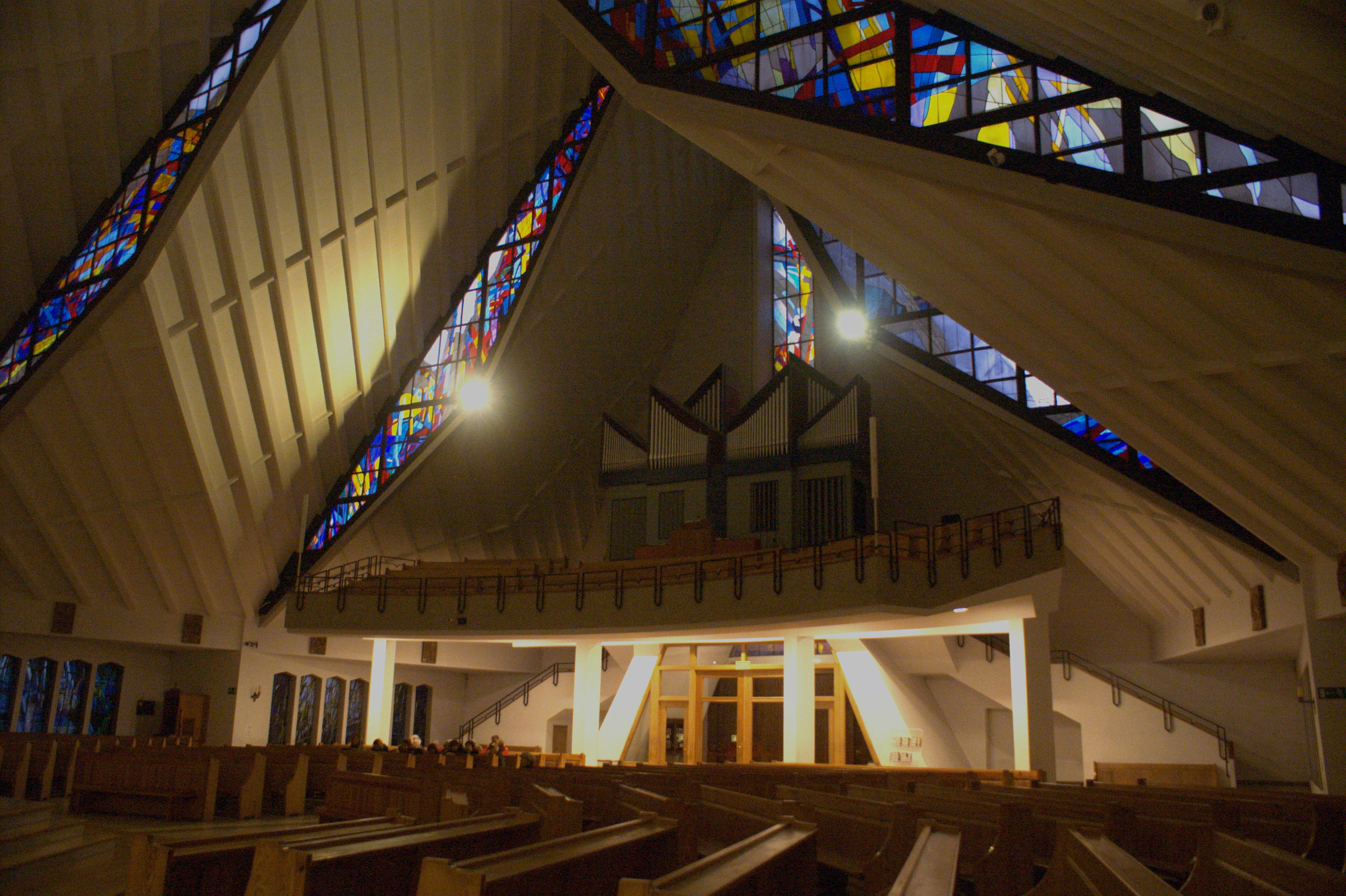
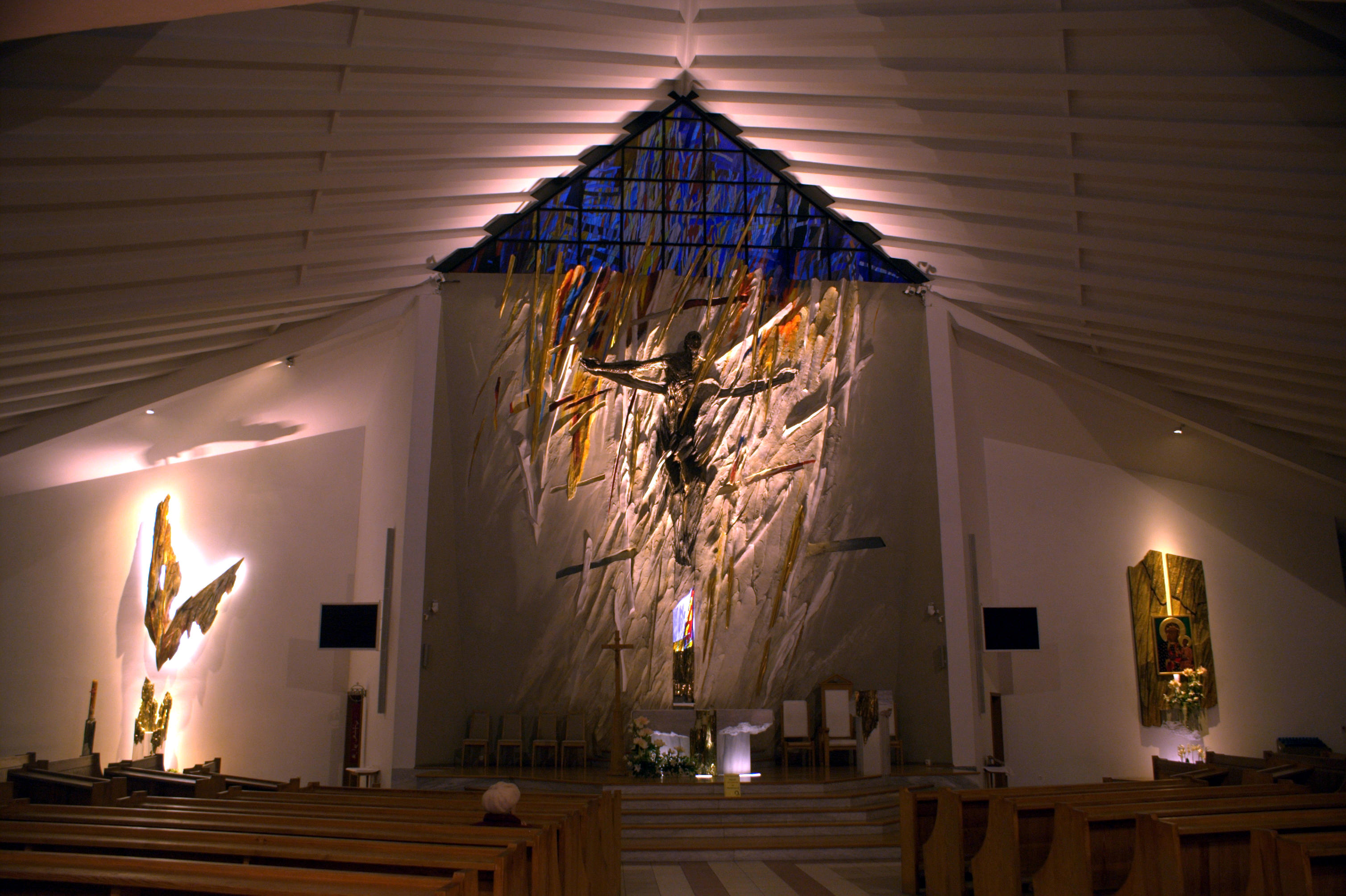

## Sport i rekreacja

### Jakubowa Polana / Barki
Dwa stawy przy rzece Redzie, z dużą polaną przy brzegu. Popularne miejsce rekreacji (np. ogniska).

W II połowie 2016 r. istniejącą altanę uzupełniły inne elementy małej architektury, w tym estrada.

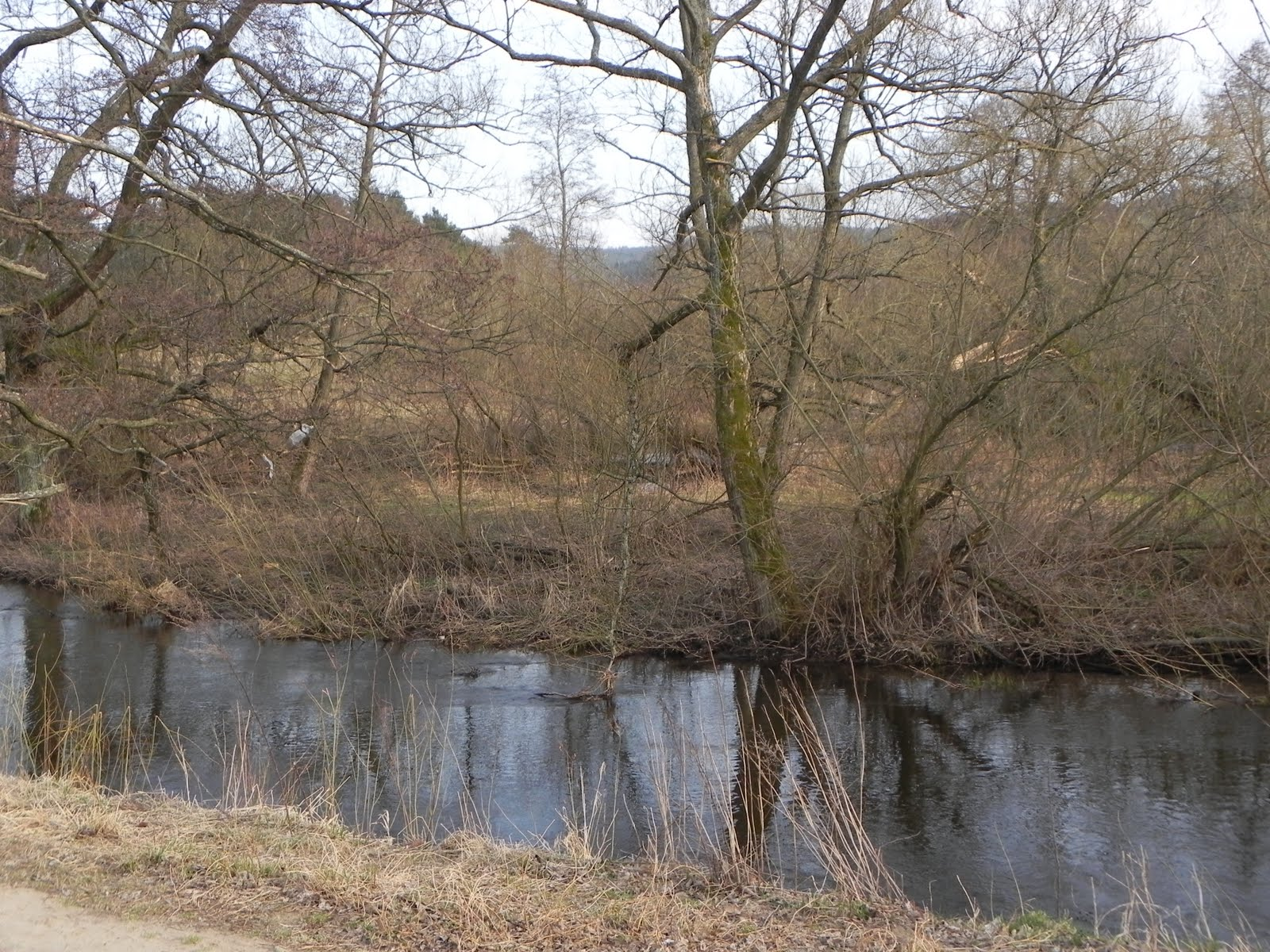
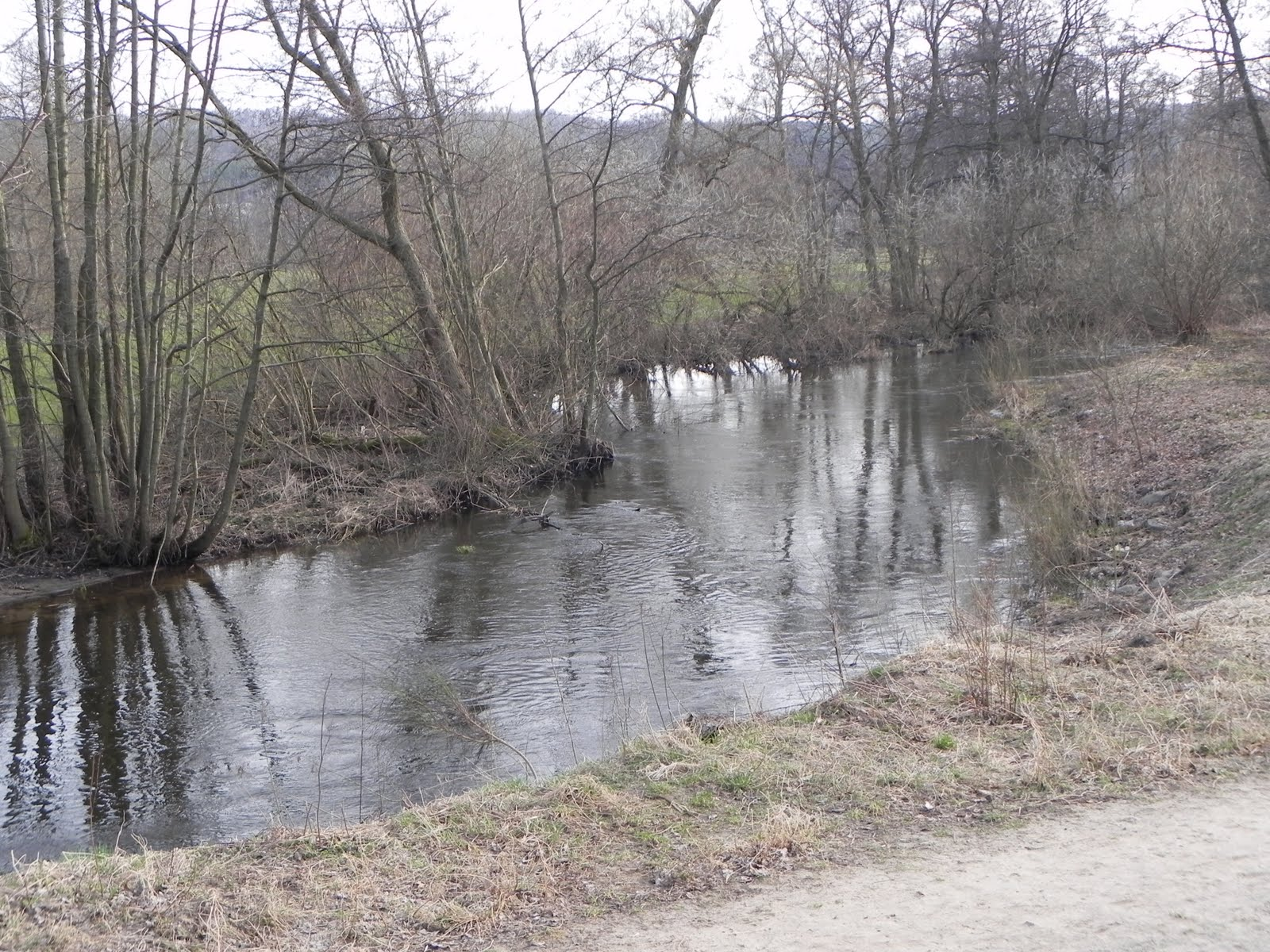
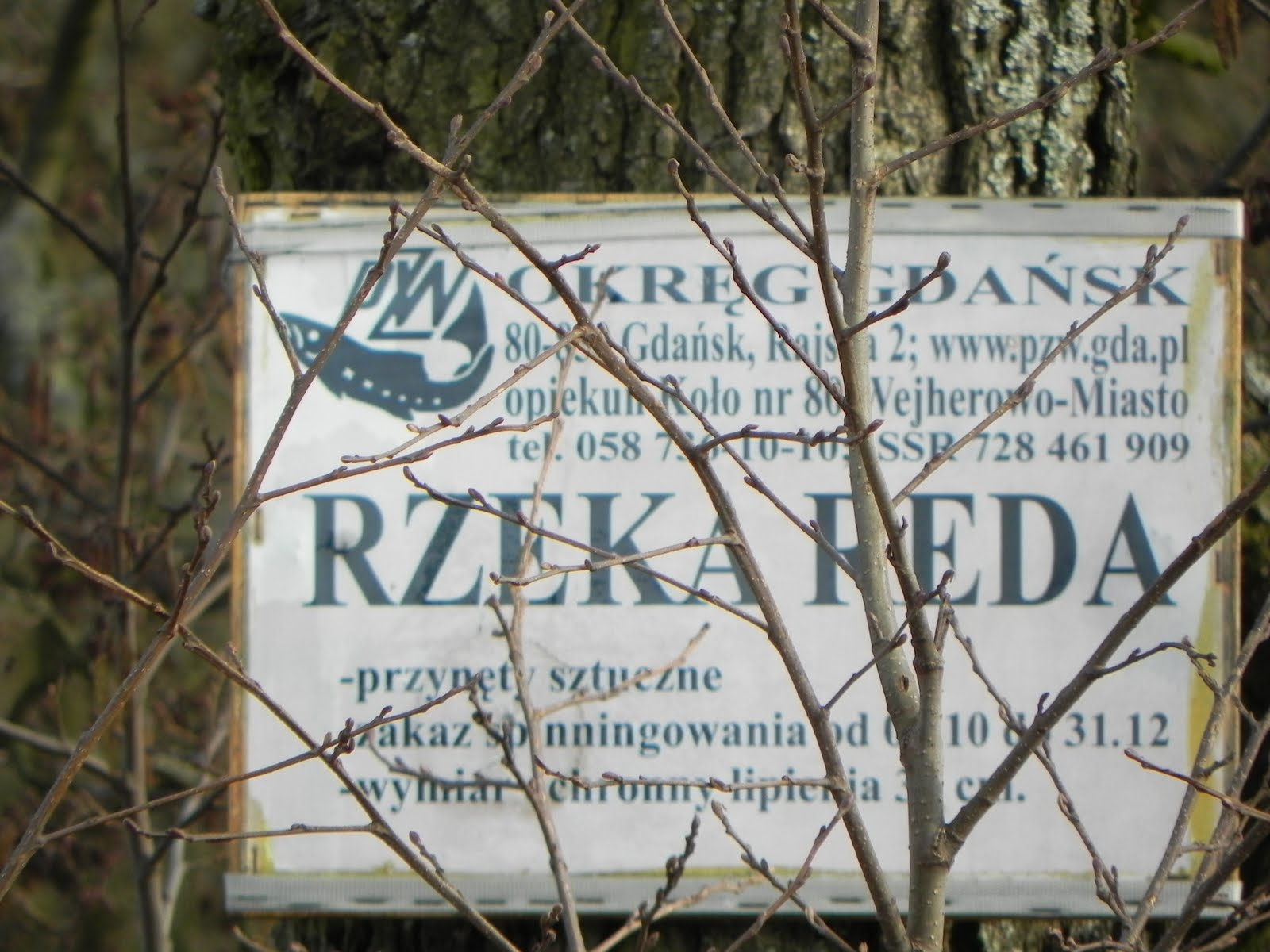

## Komunikacja

### Kolej

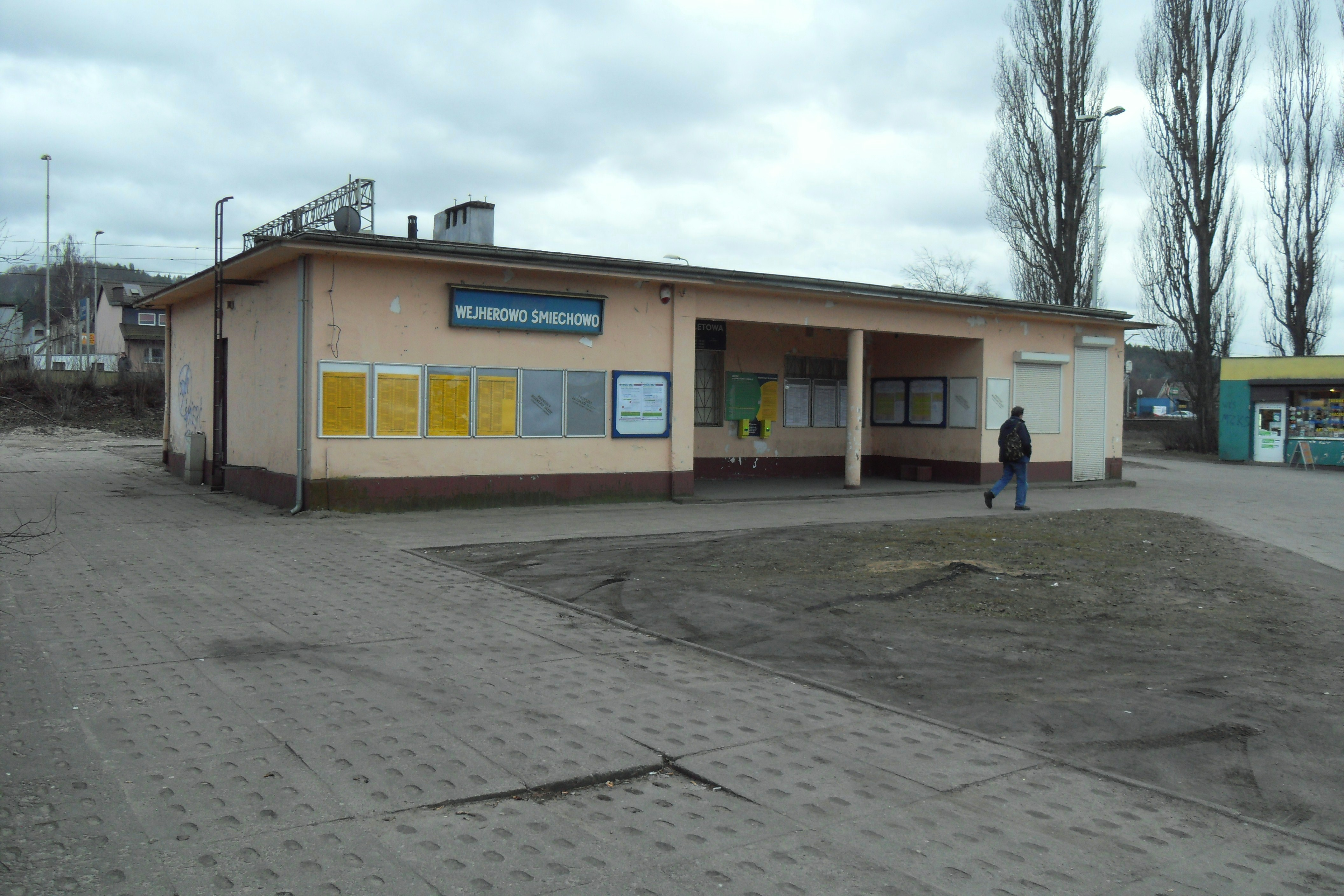
Przystanek kolejowy Wejherowo Śmiechowo

Południową krawędzią dzielnicy przebiega linia kolejowa nr 202. Dostęp do niej zapewnia przystanek kolejowy Wejherowo Śmiechowo obsługujący połączenia podmiejskie (PKP Szybka Kolej Miejska w Trójmieście).

### Autobusy miejskie
Miejską komunikację autobusową na osiedlu zapewnia Miejski Zakład Komunikacji Wejherowo poprzez linie:
1 - Wejherowo os. Fenikowskiego - Góra Szkolna / Bolszewo Leśna - Szkoła
2 - Wejherowo Szpital - Wejherowo Dworzec PKP - Wejherowo Szpital
4 - Wejherowo os. Fenikowskiego - Orle Łąkowa
6 - Wejherowo os. Fenikowskiego - Wejherowo Karnowskiego
8 - Wejherowo Szpital - Rumia C.H. "Port Rumia"
11 - Wejherowo Dworzec PKP - Gniewowo Spacerowa
W okresie Uroczystości Wszystkich Świętych czynne są dodatkowe linie specjalne:
C - Wejherowo Pomorska - Wejherowo Cmentarz
D - Wejherowo Karnowskiego - Wejherowo Cmentarz

### Drogi

#### Ulica Gdańska
Najważniejszą drogą na osiedlu (i całym Wejherowie) jest biegnąca południową krawędzią osiedla droga krajowa nr 6. Na obszarze osiedla stanowi ona ulicę Gdańską i posiada 2 jezdnie po 2 pasy ruchu w obu kierunkach.

#### Ulica Rybacka
Fragment drogi powiatowej nr 1482G, stanowiący zachodnią granicę osiedla. Przebudowana w 2018 roku (nowa nawierzchnia, chodniki, przebudowa sieci podziemnych). Na skrzyżowaniu z ulicą Gdańską powstał nowy prawoskręt.

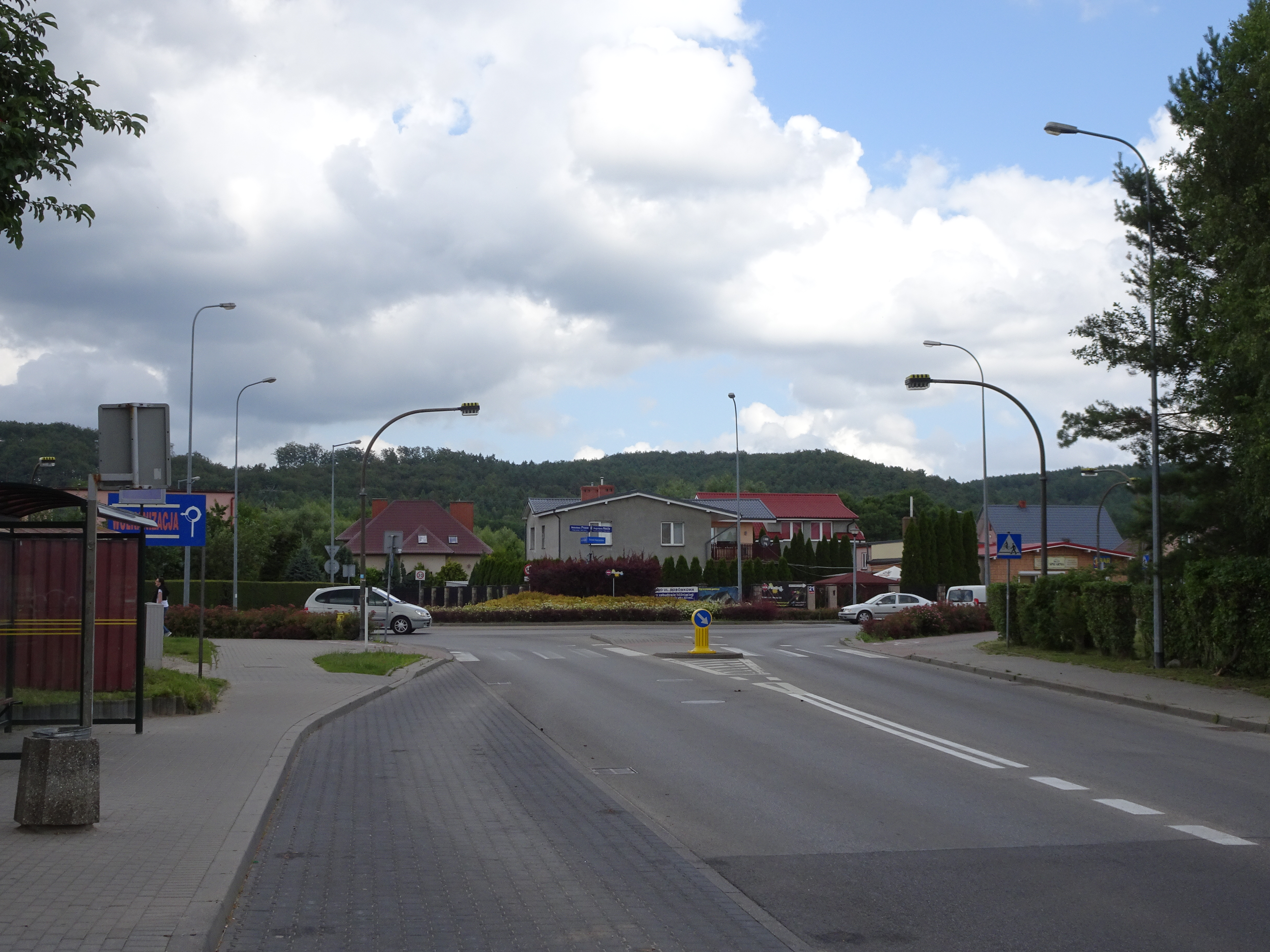
Ulica Rybacka w Wejherowie, po lewej stronie jezdni dzielnica Nanice, zaś po prawej osiedle Śmiechowo Północ. Na pierwszym planie widoczna linia odcięcia zmiany nawierzchni podczas remontu w 2018 roku. W tle Rondo Kaszubskie.

#### Węzeł Śmiechowo (Zryw)
Budowany etapami od 4.05.2016 nowy układ drogowy pozwolić ma na bezkolizyjny przejazd pod drogą krajową nr 6 i linią kolejową nr 202.
I etap zakończono 02.11.2016. W ramach inwestycji powstał odcinek ulicy Patoka do ul. Gryfa Pomorskiego wraz z dwoma rondami u zbiegu ulic: Patoka-Necla-Gryfa Pomorskiego oraz Stefczyka-Patoka.
II etap zakończono 15.02.2018. Zakres prac objął budowę ulicy Patoka do ulicy Gryfa Pomorskiego wraz z trzema rondami, budowę zbiornika retencyjnego, budowę dwóch łącznic do krajowej „szóstki” oraz nowej ulicy – Jaśminowej.
Na chwilę obecną do wybudowania pozostała najdroższa i najważniejsza część węzła znajdująca się na osiedlu Śmiechowo Południe, czyli tunel drogowy pod DK6 i torami kolejowymi.